# Cryptadelphia
Cryptadelphia är ett släkte av svampar. Cryptadelphia ingår i familjen Trichosphaeriaceae, ordningen Trichosphaeriales, klassen Sordariomycetes, divisionen sporsäcksvampar och riket svampar.
|               | Brachysporium |
|               | |
|               | Eriosphaeria |
|               | |
|               | Trichosphaeria |
|               | |
| Cryptadelphia | \| \| Cryptadelphia groenendalensis \| \| \| \| \| \| Cryptadelphia polyseptata \| \| \| \| \| \| Cryptadelphia pendulispora \| \| \| \| \| \| Cryptadelphia obovata \| \| \| \| \| \| Cryptadelphia brevior \| \| \| \| \| \| Cryptadelphia abietis \| \| \| \| \| \| Cryptadelphia fusiformis \| \| \| \| |
|               | \| \| Cryptadelphia groenendalensis \| \| \| \| \| \| Cryptadelphia polyseptata \| \| \| \| \| \| Cryptadelphia pendulispora \| \| \| \| \| \| Cryptadelphia obovata \| \| \| \| \| \| Cryptadelphia brevior \| \| \| \| \| \| Cryptadelphia abietis \| \| \| \| \| \| Cryptadelphia fusiformis \| \| \| \| |
|               | Unisetosphaeria |
|               | |
|               | Cresporhaphis |
|               | |
|               | Coniobrevicolla |
|               | |
|               | Malacosphaeria |
|               | |
|               | Acanthosphaeria |
|               | |
|               | Melchioria |
|               | |
|               | Setocampanula |
|               | |
|               | Cryptadelphia groenendalensis |
|               | |
|               | Cryptadelphia polyseptata |
|               | |
|               | Cryptadelphia pendulispora |
|               | |
|               | Cryptadelphia obovata |
|               | |
|               | Cryptadelphia brevior |
|               | |
|               | Cryptadelphia abietis |
|               | |
|               | Cryptadelphia fusiformis |
|               | |

|  | Cryptadelphia groenendalensis |
|  |                               |
|  | Cryptadelphia polyseptata     |
|  |                               |
|  | Cryptadelphia pendulispora    |
|  |                               |
|  | Cryptadelphia obovata         |
|  |                               |
|  | Cryptadelphia brevior         |
|  |                               |
|  | Cryptadelphia abietis         |
|  |                               |
|  | Cryptadelphia fusiformis      |
|  |                               |